# Delirium Tremens (birra)
La Delirium Tremens è una birra chiara belga, prodotta dall'industria della birra Huyghe a Melle.

## Storia
La Delirium Tremens è stata lanciata il 26 dicembre 1989. La birra ha un volume d'alcool pari al 8.5% e richiede tre diversi lieviti. È stata prodotta in bottiglie di ceramica, facendo pensare alle ceramiche di Colonia. L'etichetta descrive le varie fasi di « delirium tremens ».
Al palato offre delle punte acute d'amarezza, e rivela al naso un profumo maltato stupefacente. La sua conclusione si combina con un tono amaro e pepato senza alcuno tasto d'aggressività.
Nel 1992, la Confrerie de l'Eléphant Rose (Confraternita dell'elefante rosa) è stata creata per promuovere la Delirium Tremens ed altre birre di Melle.

## Premi ottenuti
La Delirium Tremens nel 1998, ha ricevuto la nomination al Best Beer in the World e è World Beer Championships (Campione del mondo delle birre) a Chicago nell'Illinois negli Stati Uniti d'America. Stuart Kallen ha creato il primo spot nel The 50 Greatest Beers in the World (Le 50 birre migliori nel mondo).

## Birre Stagionali e Birre Speciali
- Delirium Noël (10% vol.)
- Delirium Nocturnum (9% vol.)
- Delirium Ultimum (vol. sconosciuto - prodotta nel 1999)
- Delirium Millennium (vol. sconosciuto - prodotta nel 2000)
- Delirium Christmas (10% vol.- prodotta dal 2006)
- Le Guillotine (10% vol.- prodotta nel 2009)
- Delirium Red (8.5% vol.) - Aromatizzata alla ciliegia
- Delirium Argentum (7.8% vol.) - prodotta nel 2014 in occasione del 25º anniversario del lancio di Delirium Tremens.
- Delirium Deliria (8,5% vol.) - prodotta una volta all'anno in occasione della Giornata Internazionale della Donna.

## Galleria d'immagini

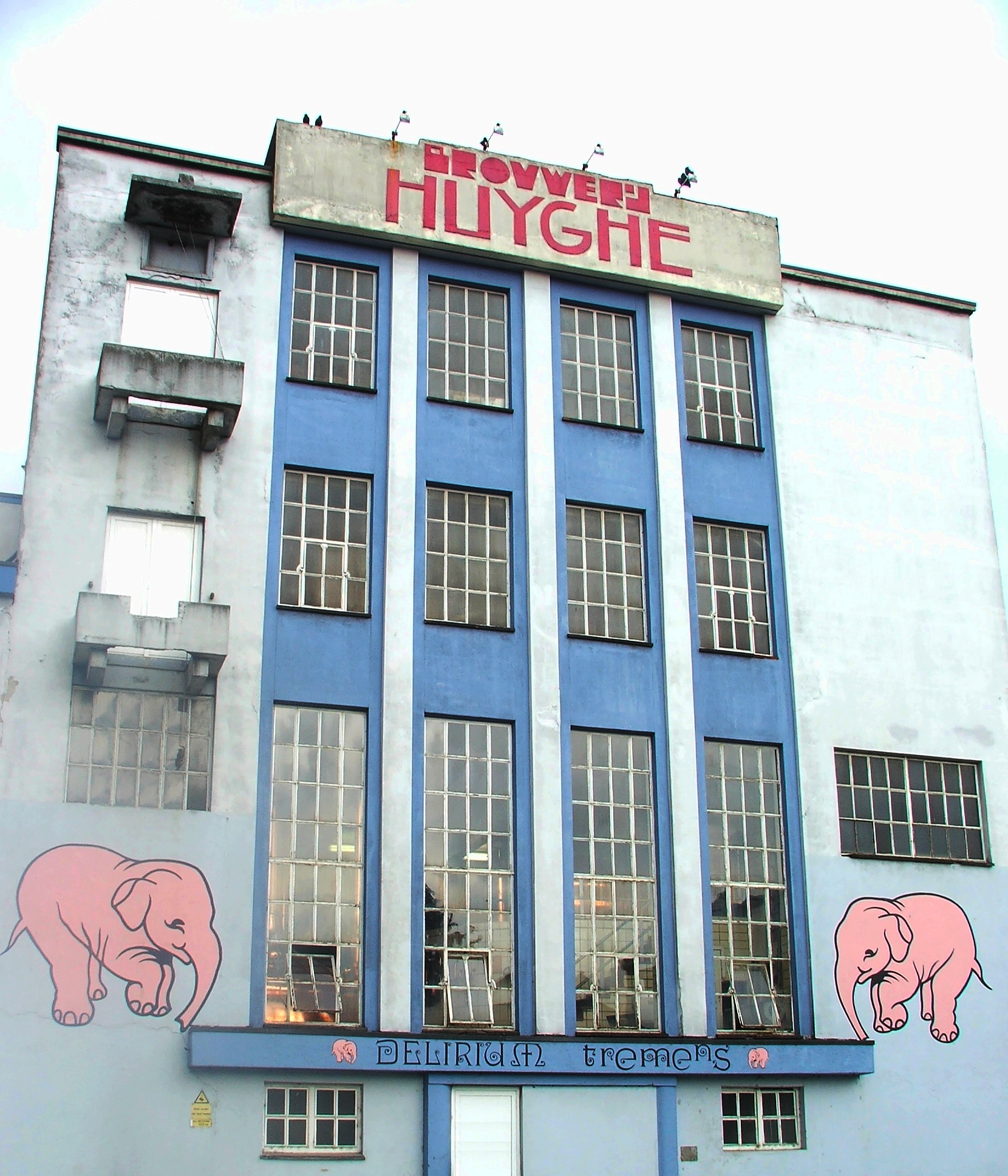
Fabbrica Huyghe a Melle.
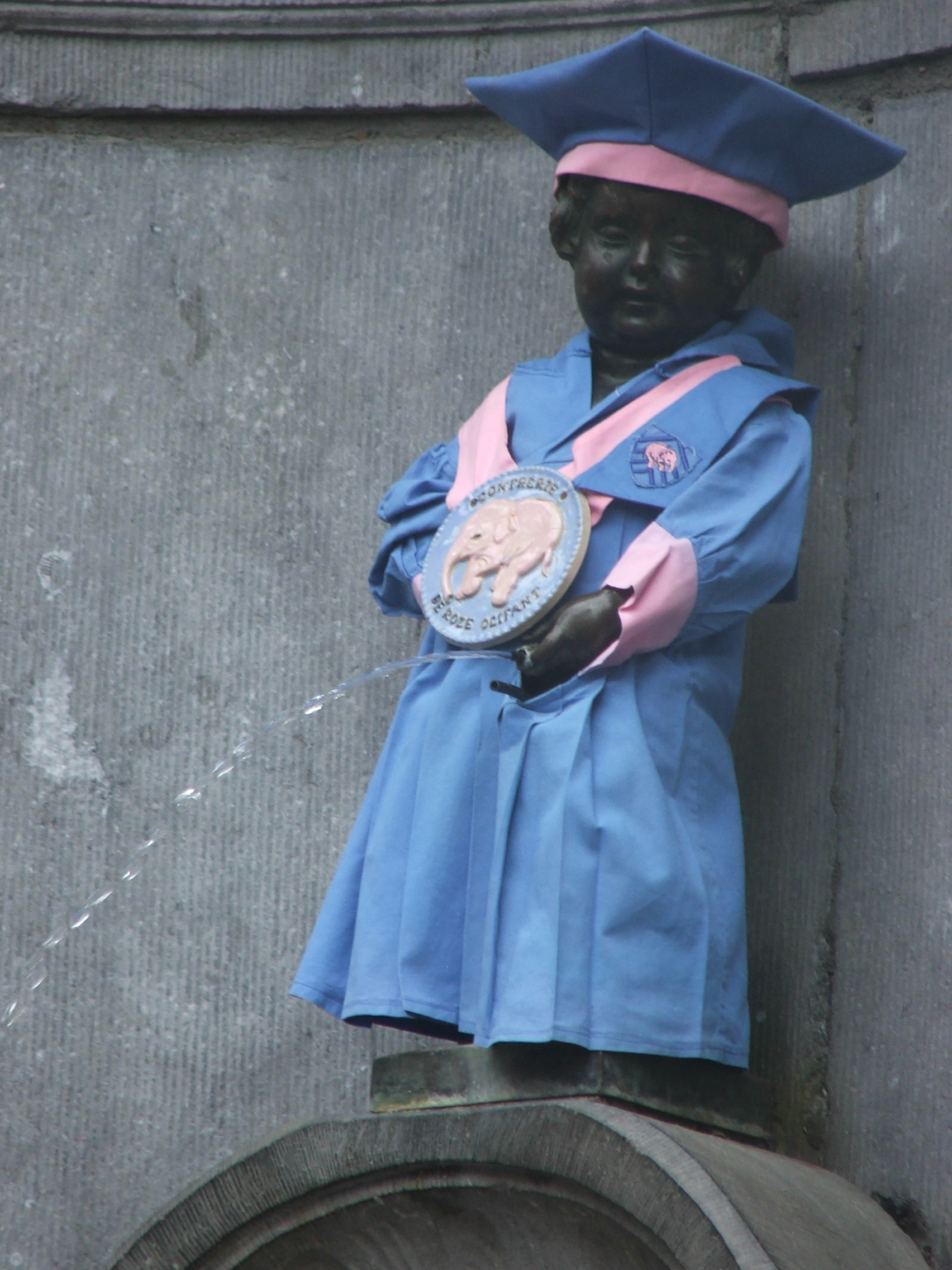
La statua del Manneken Pis a Bruxelles con la livrea della confraternita.
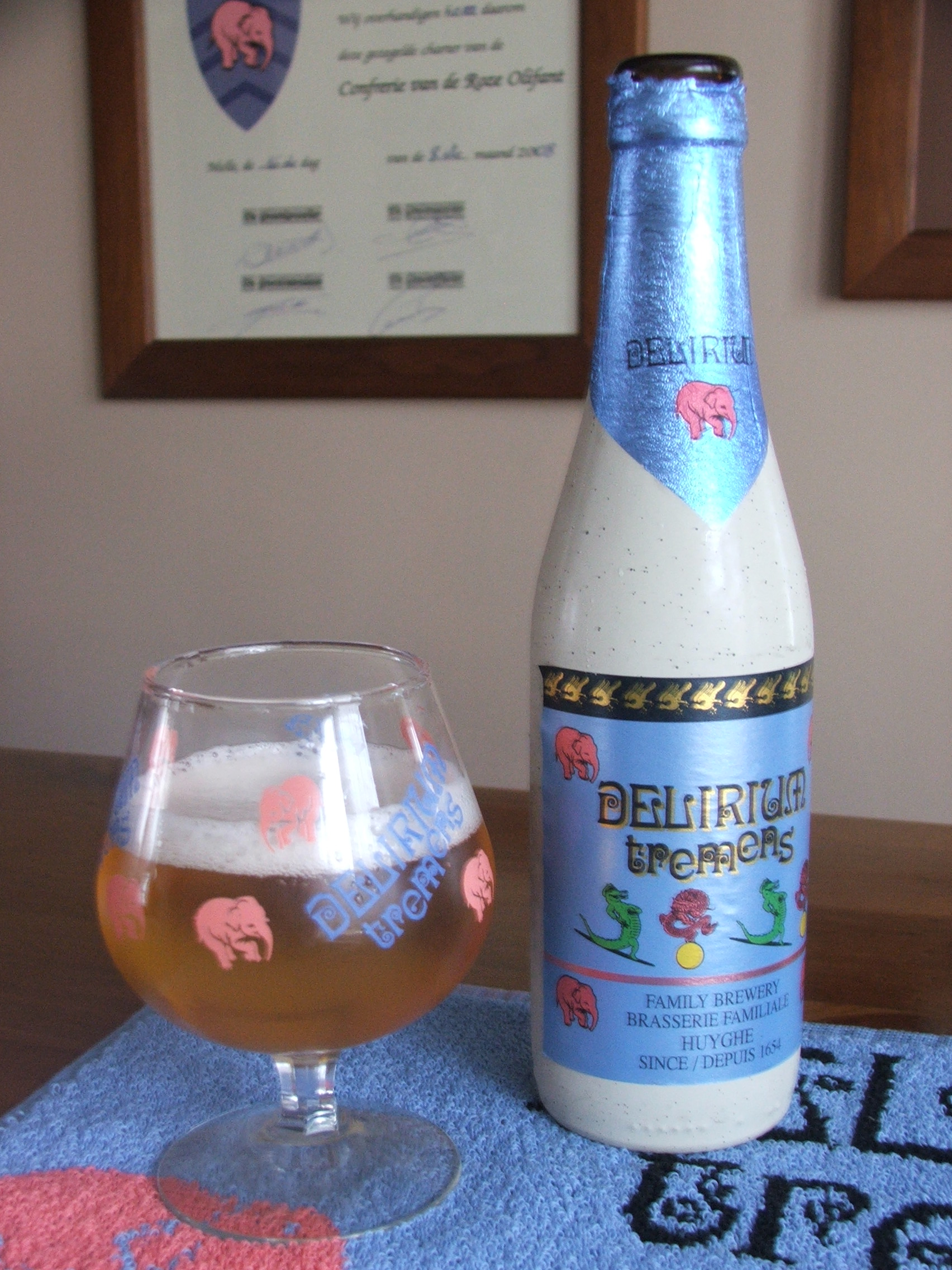
Birra Délirium Tremens.
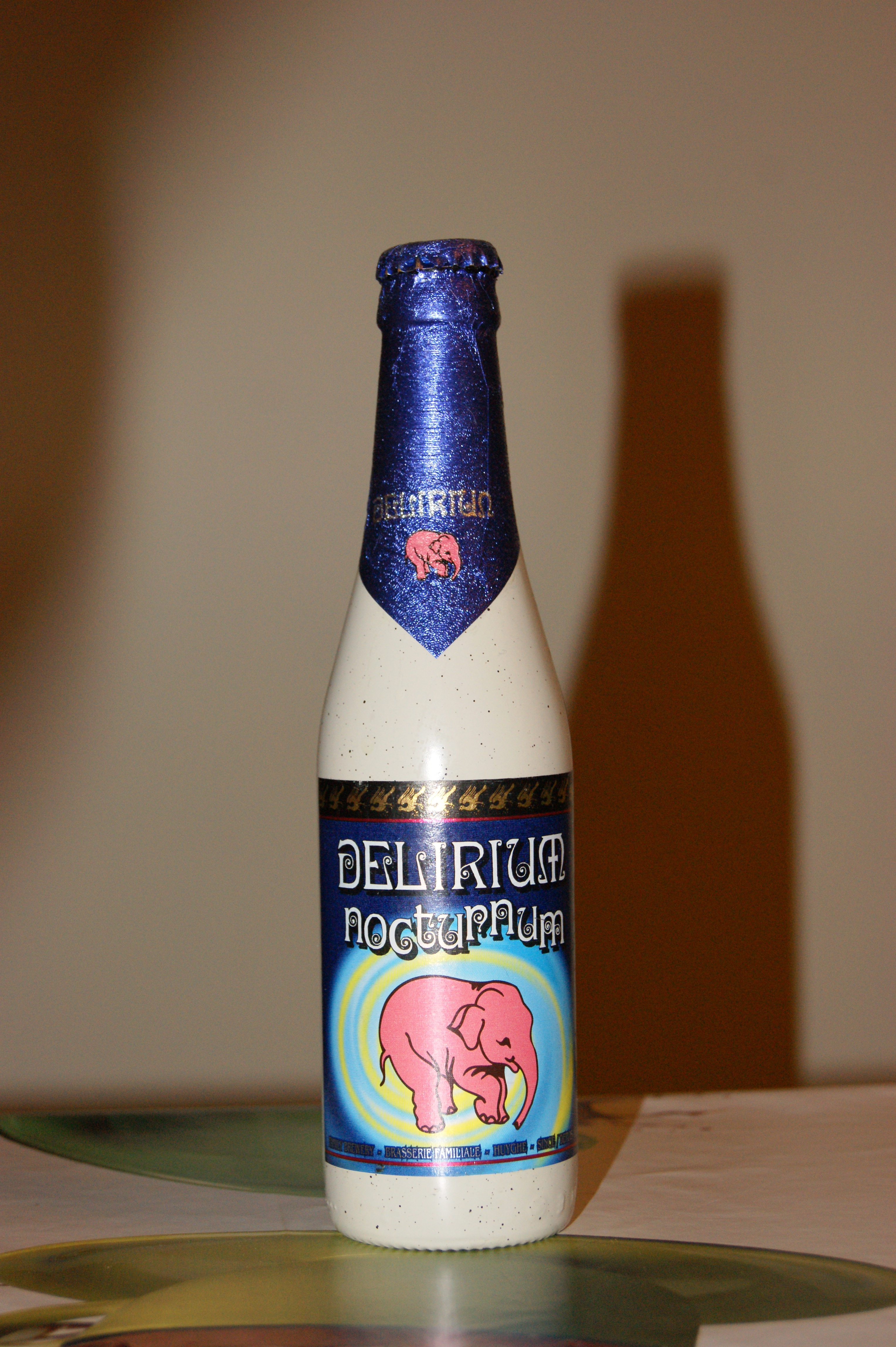
Birra Delirium Nocturnum.